# تما
تما (به لاتین: Tema) یک زیستگاه انسانی در غنا است که در Tema Metropolis District واقع شده‌است.

## خصوصیات
تما ۱۶۱٬۶۱۲ نفر جمعیت دارد و ۱ متر بالاتر از سطح دریا واقع شده‌است.

## خواهرخوانده
شهرهای منطقه سلطنتی گرینویچ، سن دیگو و رونوک، ویرجینیا خواهرخوانده‌های تما هستند.